# Новотандово
Новотандово — деревня в Барабинском районе Новосибирской области. Входит в состав Зюзинского сельсовета.
Расположена на северном побережье озера Чаны.
Площадь деревни — 28 гектар
В деревне по данным на 2007 год функционируют 1 учреждение здравоохранения, 1 образовательное учреждение.
| 2002 | 2007 | 2010 |
| ---- | ---- | ---- |
| 125  | ↘107 | ↘90  |